# Siete maravillas de Portugal
La elección de las Siete Maravillas de Portugal (en portugués: Sete Maravilhas de Portugal) fue una iniciativa apoyada por el Ministerio de Cultura de Portugal y organizada por el consorcio compuesto por Y&R Brands S.A. y Realizar S.A. que se propuso elegir los monumentos más relevantes del Patrimonio portugués.
La elección contó con 793 monumentos nacionales clasificados por el IPPAR (Instituto Portugués de Patrimonio Arquitectónico), de donde se hizo una primera selección, realizada por expertos y de la cual resultó una lista de 77 monumentos. Seguidamente se hizo una segunda selección, realizada por un Consejo de Notables compuesto por personalidades de diversos sectores de donde salieron los 21 monumentos finalistas.
A partir del 7 de diciembre de 2006 y durante siete meses, se dispuso, vía Internet, teléfono y sms, entre otros medios, la votación que determinó los siete monumentos preferidos de los portugueses. 
El día 7 de julio de 2007 se publicaron los resultados de la Declaración Universal de las nuevas maravillas del mundo, en el Estádio da Luz del Benfica en Lisboa donde fueron presentadas también las Siete Maravillas de Portugal.

## Las 7 Maravillas de Portugal
| Imagen | Maravilla                            | Ubicación               | Estado             |
| ------ | ------------------------------------ | ----------------------- | ------------------ |
|        | Castillo de Guimarães                | Guimarães               | Distrito de Braga  |
|        | Castillo de Óbidos                   | Óbidos                  | Distrito de Leiría |
|        | Monasterio de Batalha                | Batalha                 | Distrito de Leiría |
|        | Monasterio de Alcobasa               | Alcobasa                | Distrito de Leiría |
|        | Monasterio de los Jerónimos de Belém | Lisboa                  | Distrito de Lisboa |
|        | Palacio da Pena                      | São Pedro de Penaferrim | Distrito de Lisboa |
|        | Torre de Belém                       | Lisboa                  | Distrito de Lisboa |

## Finalistas
| Imagen | Maravilla                    | Ubicación                | Estado                 |
| ------ | ---------------------------- | ------------------------ | ---------------------- |
|        | Castillo de Almourol         | Vila Nova da Barquinha   | Distrito de Santarém   |
|        | Castillo de Marvão           | Santa Maria de Marvão    | Distrito de Portalegre |
|        | Convento de Cristo           | Tomar                    | Distrito de Santarém   |
|        | Palacio Nacional de Mafra    | Mafra                    | Distrito de Lisboa     |
|        | Fortaleza de Sagres          | Sagres                   | Distrito de Faro       |
|        | Fortificaciones de Monsaraz  | Monsaraz                 | Distrito de Évora      |
|        | Iglesia de San Francisco     | Oporto                   | Distrito de Oporto     |
|        | Torre de los Clérigos        | Oporto                   | Distrito de Oporto     |
|        | Palacio Ducal de Vila Viçosa | Vila Viçosa              | Distrito de Évora      |
|        | Universidad de Coímbra       | Coímbra                  | Distrito de Coímbra    |
|        | Palacio de Mateus            | Mateus (Portugal)        | Distrito de Vila Real  |
|        | Palacio Nacional de Queluz   | Queluz, Sintra           | Distrito de Lisboa     |
|        | Ruinas de Conímbriga         | Cerca de Condeixa-a-Nova | Distrito de Coímbra    |
|        | Templo romano de Évora       | Évora                    | Distrito de Évora      |